# 미조초등학교 미남분교
미조초등학교 미남분교는 대한민국 경상남도 남해군 미조면 미조리 16에 있었던 초등학교이다.

## 연혁
- 1946년 9월 1일 미조국민학교 조도분교장
- 1946년 11월 21일 개교
- 1956년 11월 20일 본교로 승격(미남국민학교)
- 1967년 11월 27일 갈도분교장 설립인가
- 1983년 3월 1일 미남분교장 격하
- 1999년 3월 1일 폐교